# Ferdinand von Schleich
Ferdinand Maria Johann Baptist Freiherr von Schleich (* 26. Juli 1766 vermutlich auf Schloss Haarbach; † 3. Juli 1833 in München) war ein deutscher Verwaltungsjurist.

## Werdegang
Schleich war ab 22. September 1808 Generalkommissär des Salzachkreises, von 1810 bis 1819 Generalkommissär des Isarkreises, danach bis zu seiner Versetzung in den Ruhestand 1826 Generalkommissär und Präsident der Regierung des Unterdonaukreises.

## Ehrungen
- 16. Juli 1817: Wirklicher Staatsrat in außerordentlichen Diensten
- 2. Dezember 1819: Großkreuz des Zivil-Verdienstordens der Bayerischen Krone